# Prenomi curdi

## Maschili
- Aso
- Asos
- Asso (sole all'alba)
- Akar
- Akam
- Ako
- Agrîn (fiero)
- Amanc (aiuto)
- Artîn (fiammeggiante)
- Awat (speranza)
- Aza  (coraggioso)
- Azad (Libero)
- Bad
- Bagro
- Bahoz (tornado)
- Barzan
- Bawer
- Belên (promessa)
- Behêz (forte)
- Berzan
- Berhem
- Betîn  (caldo)
- Bilêse (fiamma)
- Bilind (alto)
- Blîmet (genio)
- Brûsk (lampo)
- Birwa
- Biryar (decisione)
- Boran
- Çeko
- Çiya (montagna)
- Çiyako
- Çoman
- Dalaho
- Danyar
- Dara
- Dirsîm
- Diyar
- Diyarî (dono)
- Diyako
- Dîlman
- Dîmen
- Egîd (eroe)
- Elend (primo raggio di sole del mattino)
- Erdelan
- Erdewan
- Ejder
- Ewîndar (amante)
- Ferhad
- Firya
- Goran
- Govend
- Hawrê
- Hawraz
- Helmet (attacco)
- Hejar (povero)
- Hêmin (calmo)
- Helkewt
- Helgurd
- Helo (aquila)
- Herdî
- Hewram
- Hewraz
- Hêja  (conoscibile)
- Hêriş
- Hîwa  (speranza)
- Hozan (poema)
- Homer
- Hêdî  (calmo)
- Hendrên
- Hogir
- Jawero
- Jiwan
- Jîr (saggio)
- Jîlemo
- Jîwar
- Jêhat
- Kardo
- Karwan
- Karox
- Kazêwe
- Karzan
- Kajaw
- Komas
- Las
- Lawçak
- Lêzan
- Mardîn
- Medya
- Merdox
- Merîwan
- Mîlan
- Mîran
- Narî
- Nasîko
- Nisko
- Nebez (invincibile)
- Nehroz
- Nesrew
- Newşîrwan
- Nekeroz
- Nêçîrwan
- Neşwan
- Pejar  (triste)
- Peşêw
- Piştîwan
- Pişko
- Pêşeng
- Qbad
- Rajan
- Raman   (contemplare)
- Ramyar  (politico)
- Rêbwar
- Rêwan
- Rêbaz   (metodo)
- Rênas
- Rêbîn
- Rêkewt
- Rêzan
- Rizgar
- Rojan
- Saro
- Sakar
- Sako
- Samal
- Samrend
- Serdar
- Sengaw
- Serko
- Simko
- Sîrwan
- Soran
- Şaho
- Şêrwan
- Şemal
- Şemzîn
- Şêrko
- Şoriş
- Şiwan
- Tîrêj  (raggio di sole)
- Wirya
- Xebat (lotta)
- Xonas
- Zagros
- Zal
- Zana
- Zanyar
- Zimnako
- Zîlan
- Zorab
- Zoran
- Zerdeşt (Zoroastro)
- Zêbar
- Zîrek
- Ziryan (tempesta)

## Femminile
- Ala   (bandiera)
- Alan
- Alê
- Askê  (caro)
- Ashti (pace)
- Avan
- Awing
- Bajîlan
- Beyan  (mattina)
- Befrîn (nevoso)
- Benaz
- Bêrîtan
- Bêrîwan
- Bêxal
- Cuwan  (meraviglioso)
- Çawcuwan
- Çawreş
- Çinûr
- Çiro
- Çîmen
- Çopî
- Dîlan
- Dilovan
- Dilniya
- Diyana
- Dîmen
- Dorşîn
- Esrîn
- Estê
- Estêre (Stella)
- Evîn   (amore)
- Firmêk (lacrima)
- Fênik
- Gelawêj
- Gulale
- Gizing
- Hana
- Hawîn  (estate)
- Helale
- Hêro
- Hêvî (speranza)
- Jîno
- Jiyar
- Kalê
- Kanî
- Kejal  (gazzella)
- Kwêstan
- Kurdistan
- Midya
- Mehabad
- Nalîn
- Naskê
- Naskol
- Neşmîl
- Nermîn
- Nexşîn
- Niyaz
- Niyan
- Nîştman (patria)
- Perîxan
- Pirşing
- Razan
- Roj    (sole)
- Rojîn
- Rûnak (illuminato)
- Rêjne
- Saman
- Sazan
- Sema
- Seyran
- Sikala
- Sirûşt (natura)
- Sirwe
- Sitran (canzone)
- Sozan
- Sokar
- Şîlan
- Şilêr
- Şoxan
- Şine (brezza)
- Şino
- Şepol (onda)
- Şemam
- Tanya
- Tara
- Telar
- Tenya
- Tirîfe (luce lunare)
- Tîroj  (luce solare)
- Viyan (amore)
- Xezal
- Xezêm
- Xozge
- Xonaw
- Zayele (eco)
- Zeyno
- Zîlan
- Zîn